# Zeitgeister
Zeitgeister ist ein Walzer von Johann Strauss (Sohn) (op. 25). Das Werk wurde am 23. Februar 1846 in Dommayers Casino in Hietzing  erstmals im Rahmen einer Benefizveranstaltung aufgeführt.

## Einzelnachweis
1. ↑  Das betreffende englische Booklet (Seite 27) dient auch als Quelle der obigen Angaben.